# Bistum Zacatecas
Das Bistum Zacatecas (lat.: Dioecesis Zacatecensis, span.: Diócesis de Zacatecas) ist eine in Mexiko gelegene römisch-katholische Diözese mit Sitz in Zacatecas.

## Geschichte
Das Bistum Zacatecas wurde am 26. Januar 1863 durch Papst Pius IX. mit der Päpstlichen Bulle Ad Universam Agri Dominici aus Gebietsabtretungen des Erzbistums Guadalajara errichtet und diesem als Suffraganbistum unterstellt. Am 13. Januar 1962 gab das Bistum Zacatecas Teile seines Territoriums zur Gründung der Territorialprälatur Jesús María del Nayar ab. Das Bistum Zacatecas wurde am 25. November 2006 dem Erzbistum San Luis Potosí als Suffraganbistum unterstellt.

## Bischöfe von Zacatecas
- Ignacio Mateo Guerra y Alba, 1864–1871
- José Maríe del Refugio Guerra y Alva, 1872–1888, dann Bischof von Tlaxcala
- Buenaventura del Purísimo Corazón de María Portillo y Tejeda OFM, 1888–1899
- José Guadalupe de Jesús de Alba y Franco OFM, 1899–1910
- Miguel María de la Mora y Mora, 1911–1922, dann Bischof von San Luis Potosí
- Ignacio Placencia y Moreira, 1922–1951
- Francisco Javier Nuño y Guerrero, 1951–1954, dann Koadjutorerzbischof von Guadalajara
- Antonio López Aviña, 1955–1961, dann Erzbischof von Durango
- Adalberto Almeida y Merino, 1962–1969, dann Erzbischof von Chihuahua
- José Pablo Rovalo Azcué SM, 1970–1972
- Rafael Muñoz Núñez, 1972–1984, dann Bischof von Aguascalientes
- Javier Lozano Barragán, 1984–1996
- Fernando Mario Chávez Ruvalcaba, 1999–2008
- Jesús Carlos Cabrero Romero, 2008–2012, dann Erzbischof von San Luis Potosí
- Sigifredo Noriega Barceló, seit 2012